# Setohyllisia
Setohyllisia is een kevergeslacht uit de familie van de boktorren (Cerambycidae). De wetenschappelijke naam van het geslacht werd voor het eerst geldig gepubliceerd in 1949 door Breuning.

## Soorten
Setohyllisia is monotypisch en omvat slechts de volgende soort:
- Setohyllisia setosa Breuning, 1949